# Kostyantyn Rurak
Kostyantyn ("Kostya") Rurak (en ukrainien, Костянтин "Костя" Рурак, né le 9 avril 1974 à Tchéliabinsk, Russie) est un ancien athlète ukrainien, spécialiste du sprint. Il participe à deux Jeux olympiques (1996 et 2000). Son meilleur résultat sur 100 mètres est de 10 s 17 (obtenu à Kiev en 2000).
Il est champion d'Europe du relais 4 × 100 mètres, en 2002, avec ses coéquipiers ukrainiens.